# Jefferson Montero
Jefferson Antonio Montero Vite, noto semplicemente come Jefferson Montero (Babahoyo, 1º settembre 1989), è un calciatore ecuadoriano, centrocampista o ala del St Helens.

## Caratteristiche tecniche
Jefferson, è un calciatore molto abile nei movimenti, nei dribbling e molto veloce. Il suo stile di gioco è stato accostato molte volte a quello di Paulinho.

## Carriera

### Club

#### Swansea City
Il 24 luglio 2014 viene acquistato dallo Swansea City.

### Nazionale
Viene convocato per la Copa América Centenario negli Stati Uniti.